# Protosticta vanderstarrei
Protosticta vanderstarrei är en trollsländeart som beskrevs av Van Tol 2000. Protosticta vanderstarrei ingår i släktet Protosticta och familjen Platystictidae. Inga underarter finns listade i Catalogue of Life.